# سوگپلسه (تیو)
سوگپلسه شهری در شهرستان تیو در استان بولکیمده در بورکینافاسوی غربی مرکزی است جمعیت آن ۴۰۷۸ نفر است.